# 有机反应

克莱森重排反应，有機反應的一種

有机反应即涉及有机化合物的化学反应，是有机合成的基础。几种基本反应类型为：加成反应、消除反应、取代反应、周环反应、重排反应和氧化还原反应。在有机合成当中，有机反应被广泛的应用于各种人造分子的合成。比如药物、塑料、食品添加剂和合成纤维等等。
早期的有机反应，包括有机燃料的燃烧反应，以及制造肥皂所用的皂化反应。当今有机反应已愈发复杂，其中几个获得诺贝尔化学奖的反应为：1912年的格氏反应、1950年的狄尔斯-阿尔德反应、1979年的维蒂希反应、2005年的烯烃复分解反应、2010年的赫克反应和2021年的不对称有机催化反应。

## 命名及试剂
绝大多数的有机反应都以发现者的名字命名，因此很多有机反应也被称为人名反应，数目最少有1000个，可参见有關的列表。除含有发现者的名字外，有机反应的名称中可能还包括反应类型（如重排反应、还原反应、合成），及反应底物的名称（如吲哚），例如Fischer吲哚合成和安息香缩合。早期的人名反应如克莱森重排反应（1912），較新的反应则如Bingel反应（1993）。当反应名称繁冗时，常以简写称呼，如狄尔斯-阿尔德反应则变为DA反应，由三名化學家共同合成研究的Corey-Bakshi-Shibata还原反应，就可以以首字母来簡化命名為CBS反应。
有机反应中所使用的试剂也是研究的热点。它们常被用于特定的反应中，比如：
- 氧化剂，如四氧化锇、高锰酸钾、间氯过氧苯甲酸；
- 还原剂，如氢化铝锂、雷尼镍、硼氢化钠；
- 碱，如二异丙基氨基锂、氢化钠；
- 酸，如硫酸；
- 各種的催化剂等。

## 基础知识
决定有机反应反应性的因素与其他化学反应的类似，特别之处涉及：
- 反应物和产物的稳定性——因素包括共轭效应、超共轭效应和芳香性等
- 活性中间体的产生及稳定性——如自由基、碳负离子和碳正离子

有机化学中普遍存在同分异构现象，因此为了合成具有某一特定结构的目标分子，需要引入区域选择性、非对映异构选择性和对映异构选择性的概念。用伍德沃德-霍夫曼规则可以判断周环反应能否发生，而马氏规则和扎伊采夫规则则分别可作为亲电加成反应和消除反应的参考规则。 
有机反应是药物合成的基础。根据2006年的一份回顾，有机反应中，大约有20%涉及氮和氧原子上的烷基化反应，20%涉及保护基的引入和脱去，11%涉及新碳-碳键的生成，10%涉及官能团的互相转化。

## 机理
虽然有机反应的数目和反应机理数可以有无限个，但这些反应和反应机理都符合一些规律。因此，可根据反应机理的类型，将各种有机反应进一步细分：
- 加成反应涵盖卤化反应、水合反应、氢化反应和氢卤化反应等反应，主要的类型包括：

1. 亲电加成反应（EA）
2. 亲核加成反应（NA）
3. 自由基加成反应（RA）

- 消除反应涵盖失水反应等反应，主要的机理有：E1、E2和E1cB反应机理。

- 取代反应可细分为：

1. 亲核取代反应
  1. 亲核取代反应，SN1、SN2和SNi机理
  2. 亲核芳香取代反应（NAS）
  3. 亲核酰基取代反应
2. 亲电取代反应（ES）
  1. 亲电芳香取代反应（EAS）
3. 自由基取代反应（RS）

- 有机氧化还原反应

- 重排反应可细分为：

1. 1,2-重排反应
2. 周环反应
3. 复分解反应

- 聚合反应包括：

1. 加成聚合反应
2. 逐步聚合反应

缩合反应是两个反应物结合，同时生成一个小分子如水的反应。逆过程称作水解。

## 依官能团分类
| 官能团     | 制备 | 反应 |
| 酰卤       | 制备 | 反应 |
| 醛         | 制备 | 反应 |
| 醇酮       | 制备 | 反应 |
| 烷烃       | 制备 | 反应 |
| 烯烃       | 制备 | 反应 |
| 炔烃       | 制备 | 反应 |
| 卤代烃     | 制备 | 反应 |
| 醇         | 制备 | 反应 |
| 芳香烃     | 制备 | 反应 |
| 叠氮化合物 | 制备 | 反应 |
| 吖丙啶     | 制备 | 反应 |
| 酰胺       | 制备 | 反应 |
| 胺         | 制备 | 反应 |
| 羧酸       | 制备 | 反应 |
| 环丙烷     | 制备 | 反应 |
| 二醇       | 制备 | 反应 |
| 酯         | 制备 | 反应 |
| 醚         | 制备 | 反应 |
| 环氧化合物 | 制备 | 反应 |
| 卤代酮     | 制备 | 反应 |
| 亚胺       | 制备 | 反应 |
| 异氰酸酯   | 制备 | 反应 |
| 酮         | 制备 | 反应 |
| 内酰胺     | 制备 | 反应 |
| 腈         | 制备 | 反应 |
| 亚硝酸酯   | 制备 | 反应 |
| 酚         | 制备 | 反应 |

有机反应可大致依据反应物和产物中官能团的种类而加以分类。例如，Fries重排反应中，反应物为酯，而产物为醇。 
右表中列出了常见官能团的合成方法和一般反应：

## 其他
涉及杂环化合物的有机反应常以杂环的元数及杂原子类型分类。此外，也可以反应物含有的碳-元素键类型来对有机反应进行分类，由此衍生出的有机化学重要分支如有机硫化学、有机硅化学、有机磷化学和有机氟化学。由此得到的很多内容与有机金属化学有相当程度的重叠。